# 北条時村 (政村流)
北条 時村（ほうじょう ときむら）は、鎌倉時代中期の北条氏の一門で、鎌倉幕府第9代連署（在職：正安3年（1301年）8月23日 - 嘉元3年（1305年）4月23日）。鎌倉幕府第7代執権・北条政村の嫡男。

## 生涯
父が執権や連署など重職を歴任していたことから、時村も奉行職などをつとめ、文永6年（1269年）に引付衆、文永7年（1270年）に評定衆、文永10年（1273年）には引付頭人を歴任。建治3年（1277年）12月、六波羅探題北方に任じられた。これまで遅くても20代までに任じられていた六波羅探題に36歳で任じられたことから、政治的影響力を得宗家や御内人に警戒されたとする説と、元寇で緊迫する京都の掌握を期待されたとする説がある。
六波羅探題在任中の弘安4年（1281年）には弘安の役が起こっており、時村は幕府の防衛体制強化に合わせて六波羅の政治刷新を行い、機能の充実化と政務の明文化を推進している。同年、興福寺が石清水八幡宮神人を訴えて神木を奉じて入洛する強訴が発生し、六波羅の御家人が朝廷の依頼でこれを防ぐが、その際に御家人と僧兵の戦闘が発生、僧兵が殺傷された。幕府は僧兵を攻撃したとして御家人の流罪を命じるが、時村は警護のために六波羅が命令した武士に罪無しとして幕府に抗議している。
弘安7年（1284年）、執権北条時宗が死去した際には鎌倉へ向かおうとするが、三河国矢作で得宗家の御内人に追い返されて帰洛。弘安10年（1287年）には、6月18日に死去した連署北条業時の後任に指名され、8月14日に東下するが時村の鎌倉到着が遅れたとの理由で19日に大仏宣時が連署となり、時村は引付一番頭人に任じられる。これらの措置は時村を警戒した内管領平頼綱によるものだとする見方もある。その後、和泉や美濃、長門、周防の守護職、長門探題職や寄合衆などを歴任した。
正応6年（1293年）に頼綱が得宗・執権の北条貞時に滅ぼされ（平禅門の乱）、実権を握った貞時が引付衆を廃止して執奏を設置すると、時村もその1人に任命されているが、永仁3年（1295年）には執奏が廃されて再び引付が復活し、時村も引付一番頭人に復帰している。正安3年（1301年）、貞時が執権を退き、従弟で娘婿の北条師時を後継の執権とすると、時村は連署に任じられて甥（姉妹の子）の師時を補佐する後見的立場となる。
ところが嘉元3年（1305年）4月23日の夕刻、貞時の「仰せ」とする得宗被官と御家人が突如時村の屋敷を襲い、時村は討たれ葛西ヶ谷の時村邸一帯は出火により焼失した。享年64。
京の朝廷および六波羅探題への第一報では「去二十三日午剋、左京権大夫時村朝臣、僕被誅了」（『実躬卿記』4月27日条）、「関東飛脚到著。是左京大夫時村朝臣、去二十三日被誅事」（大外記中原師茂）と、「時村が誅された」とある。時村を「夜討」した12人はそれぞれ有力御家人の屋敷などに預けられていたが、5月2日に「此事僻事（虚偽）なりければ」として斬首された。4日、一番引付頭人大仏宗宣らが、陰謀の企てがあったとして貞時の従弟で得宗家執事（内執権）・越訴頭人・幕府侍所所司の北条宗方を追討し、二階堂大路薬師堂谷口にあった宗方の屋敷は火をかけられ、宗方の郎党の多くが討たれた。
嘉元の乱と呼ばれるこの一連の事件は、かつては鎌倉時代末期から南北朝時代に成立した『保暦間記』の記述により、野心を抱いた宗方が時村誅殺を引き起こしたとされていたが、同時代の『実躬卿記』同年5月8日条にも「凡（およそ）珍事々々」とある通り、北条一門の暗闘の真相は不明である。近年では、貞時が宗方に命じて家格秩序や先例を無視した貞時の政治に抵抗する北条氏庶流を制圧しようとしたためで、時村暗殺に対する族内の反発が予想以上に強かったため、貞時は時村を殺害した得宗被官らを誅殺し、それでも反発が収まらなかったため宗方の陰謀として宗方とその与党を誅殺したとする説もある。
生き残った孫の煕時は幕政に加わり、後に第12代執権に就任した。

## 経歴
※日付＝旧暦
- 1262年（弘長2）1月19日、従五位下に叙し、左近衛将監に任官。
- 1269年（文永6）4月27日、引付衆に就る。
- 1270年（文永7）10月、幕府の評定衆に就る。
- 1271年（文永8）7月8日、陸奥守に転任。
- 1273年（文永10）6月25日、引付頭人（二番）兼帯。
- 1277年（建治3）12月21日、六波羅探題北方に赴任。
- 1282年（弘安5）7月14日、陸奥守辞任。8月23日、武蔵守に任官。
- 1283年（弘安6）9月12日、従五位上に昇叙。武蔵守如元。
- 1284年（弘安7）8月8日、正五位下に昇叙。武蔵守如元。
- 1287年（弘安10）8月14日、六波羅探題退任。12月24日、評定衆及び引付頭人（一番）と就る。
- 1289年（正応2）5月、寄合衆を兼帯。8月7日、従四位下に昇叙。武蔵守如元。
- 1301年（正安3）8月23日、連署に異動。
- 1303年（嘉元元）11月17日、左京権大夫に転任。

## 偏諱を与えた人物
※時村の烏帽子子と推定されている人物。
- 北条師時[5]
- 安達時顕[6]